# 컴퓨터 디스플레이 표준

다양한 컴퓨터 디스플레이 표준 또는 디스플레이 모드는 개인용 컴퓨터의 역사 속에서 사용되어 온 것이다. 이러한 것들은 화면 해상도(단위: 가로 세로의 화소), 색 깊이(단위: 비트), 화면 재생 빈도(단위: 헤르츠)를 합쳐 이르는 말이다. 화면 해상도와 화면 재생 빈도와 관련된 것이 디스플레이 어댑터이다. 초기의 디스플레이 어댑터들은 단순 프레임 버퍼의 역할을 하였으나 나중에 나온 디스플레이 표준들은 더 확장된 디스플레이 기능과 소프트웨어 제어 인터페이스를 정의하였다.
2003년 즈음까지 대부분의 컴퓨터 모니터들은 4:3의 가로세로비를, 일부는 5:4를 사용하였다. 2003년에서 2006년 사이에는 16:10 비율의 모니터가 흔히 사용되었다. (처음에는 노트북 컴퓨터에, 나중에는 독립형 모니터에 이 비율이 쓰이게 된다.) 2008년부터 대기업을 중심으로 16:10 비율의 모니터가 줄고 16:9 화면 비율의 모니터가 급격히 증가하였다. 16:9비율이 레터박스 없이 영화(16:9라도 2.35:1의 해상도를 가진 영화는 레터박스 생김), HD(고화질) 방송을 볼 수 있다는 이유로 출시하고 있다. (최근 노트북은 전부 16:9 화면 비율로만 출시되고 있다. LCD/LED모니터 화면 비율 또한 대기업은 16:9만 출시한다. 16:10비율은 중소기업 LCD/LED모니터에서 사용)
이러한 와이드 화면을 가진 모니터들은 게임이나 영화를 볼 때 와이드스크린으로 즐길 수 있으며, 워드프로세서를 사용할 때에는 두 장의 페이지를 한꺼번에 띄워서 볼 수 있다. 캐드의 경우, 넓은 크기의 드로잉과 CAD 응용 프로그램 메뉴를 동시에 사용할 수 있다. VESA 산업 단체는 전력 관리와 장치 증명과 관련된 몇 가지 표준을 정의해 놓고 있다.

## 표준
| 비디오 표준                    | 정식 이름                                        | 디스플레이 해상도 (화소)                                   | 가로세로비          | 색 깊이 (2^bpp 색)  |
| ------------------------------ | ------------------------------------------------ | ---------------------------------------------------------- | ------------------- | ------------------- |
| MDA                            | 모노크롬 디스플레이 어댑터                       | 720×350 (텍스트)                                           | 72:35               | 1 bpp               |
| CGA                            | 컬러 그래픽스 어댑터                             | 640×200 (128k) 320×200 (64k) 160×200 (32k)                 | 16:5 16:10 4:5      | 1 bpp 2 bpp 4 bpp   |
| 허큘리스                       |                                                  | 720×348 (250.5k)                                           | 60:29               | 1 bpp               |
| EGA                            | 강화 그래픽스 어댑터                             | 640×350 (224k)                                             | 64:35               | 4 bpp               |
| 프로페셔널 그래픽스 컨트롤러   |                                                  | 640×480 (307k)                                             | 4:3                 | 8 bpp               |
| MCGA                           | 멀티컬러 그래픽스 어댑터                         | 320×200 (64k) 640×480 (307k)                               | 16:10 4:3           | 8 bpp 1 bpp         |
| 8514                           |                                                  | 1024×768 (786k)                                            | 4:3                 | 8 bpp               |
| VGA                            | 비디오 그래픽스 어레이                           | 640×480 (307k) 640×350 (224k) 320×200 (64k) 720×400 (text) | 4:3 64:35 16:10 9:5 | 4 bpp 4/8 bpp 4 bpp |
| SVGA                           | 슈퍼 VGA                                         | 800×600 (480k)                                             | 4:3                 | 4 bpp               |
| XGA                            | 확장 그래픽스 어레이                             | 1024×768 (786k) 640×480 (307k)                             | 4:3                 | 8 bpp 16 bpp        |
| XGA+                           | 확장 그래픽스 어레이 플러스                      | 1152×864 (786k) 640×480 (307k)                             | 4:3                 | 8 bpp 16 bpp        |
| QVGA                           | 쿼터 VGA                                         | 320×240 (75k)                                              | 4:3                 |                     |
| qqHD                           | 쿼터 쿼터 HD                                     | 480×270 (126k)                                             | 16:9                |                     |
| HQVGA                          | 하프 QVGA                                        | 240×160 (38k)                                              | 3:2                 |                     |
| QQVGA                          | 쿼터 QVGA                                        | 160×120 (19k)                                              | 4:3                 |                     |
| WXGA                           | 와이드스크린 확장 그래픽스 어레이                | 1280×720 (922k) 1280×800 (1024k) 1440×900 (1296k)          | 16:9 또는 16:10     | 32 bpp              |
| SXGA                           | 슈퍼 XGA                                         | 1280×1024 (1310k)                                          | 5:4                 | 32 bpp              |
| WXGA+, 또는 WXGA, (또는 WSXGA) | 와이드스크린 확장 그래픽스 어레이 플러스         | 1440×900 (1296k)                                           | 16:10               | 32 bpp              |
| WSXGA+                         | 와이드스크린 슈퍼 확장 그래픽스 어레이 플러스    | 1680×1050 (1764k)                                          | 16:10               | 32 bpp              |
| UXGA                           | 울트라 XGA                                       | 1600×1200 (1920k)                                          | 4:3                 | 32 bpp              |
| WUXGA                          | 와이드스크린 울트라 확장 그래픽스 어레이         | 1920×1200 (2304k)                                          | 16:10               | 32 bpp              |
| 2K                             | DLP 시네마 기술                                  | 2048×1080 (2212k)                                          | 1.9                 | 48 bpp - 24 FPS     |
| QXGA                           | 쿼드 확장 그래픽스 어레이                        | 2048×1536 (3146k)                                          | 4:3                 | 32 bpp              |
| WQXGA                          | 와이드스크린 쿼드 확장 그래픽스 어레이           | 2560×1600 (4096k)                                          | 16:10               | 32 bpp              |
| QSXGA                          | 쿼드 슈퍼 확장 그래픽스 어레이                   | 2560×2048 (5243k)                                          | 5:4                 | 32 bpp              |
| WQSXGA                         | 와이드 쿼드 슈퍼 확장 그래픽스 어레이            | 3200×2048 (6554k)                                          | 25:16               | 32 bpp              |
| QUXGA                          | 쿼드 울트라 확장 그래픽스 어레이                 | 3200×2400 (7680k)                                          | 4:3                 | 32 bpp              |
| WQUXGA                         | 와이드 쿼드 울트라 확장 그래픽스 어레이          | 3840×2400 (9216k)                                          | 16:10               | 32 bpp              |
| 4K                             | DLP 시네마 기술                                  | 4096×1716 (7029k)                                          | 2.39                | 48 bpp - 24 FPS     |
| HXGA                           | Hexadecatuple 확장 그래픽스 어레이               | 4096×3072 (12583k)                                         | 4:3                 | 32 bpp              |
| WHXGA                          | 와이드 Hexadecatuple 확장 그래픽스 어레이        | 5120×3200 (16384k)                                         | 16:10               | 32 bpp              |
| HSXGA                          | Hexadecatuple 슈퍼 확장 그래픽스 어레이          | 5120×4096 (20972k)                                         | 5:4                 | 32 bpp              |
| WHSXGA                         | 와이드 Hexadecatuple 슈퍼 확장 그래픽스 어레이   | 6400×4096 (26214k)                                         | 25:16               | 32 bpp              |
| HUXGA                          | Hexadecatuple 울트라 확장 그래픽스 어레이        | 6400×4800 (30720k)                                         | 4:3                 | 32 bpp              |
| WHUXGA                         | 와이드 Hexadecatuple 울트라 확장 그래픽스 어레이 | 7680×4800 (36864k)                                         | 16:10               | 32 bpp              |

## 화면 해상도 접두사
슈퍼(super)와 울트라(ultra)의 표준 두문자어는 표준 해상도에 대한 특정한 수정 사항을 가리키는 것은 아니지만, 다른 몇 가지는 이를 가리킨다.:
쿼터 (Q)
기본 해상도의 쿼터. 이를테면 QVGA는 320x240 해상도를 가리키는 용어이며, VGA 해상도에서 가로 및 세로가 절반 크기이다.
와이드 (W)
기본 해상도에서 가로가 늘어나며, 16:9나 16:10과 같은 화면 가로세로비를 갖는다.
풀 (F)
이 문자가 들어가있는 FWVGA는 WVGA이지만 해상도가 다르므로 F를 붙여 표현한다, 이를테면 FWVGA는 854x480 해상도를 가리키는 용어이다.
쿼드러플(Quadruple) (Q)
기본 해상도의 4배 많은 화소.
헥사데카터플(Hexadecatuple) (H)
기본 해상도의 16배 많은 화소.
울트라 (U)
확장 (X)
이러한 두문자들은 WQXGA, WHUXGA와 같은 곳에서 쓰인다.

## 같이 보기
- 컴퓨터 모니터
- 화면 해상도
- 액정 디스플레이
- 플라스마 디스플레이
- 애플 매킨토시
- IBM PC